# Daniel Barda
Daniel Barda (* 30. März 1944) ist ein französischer Jazzposaunist (auch Flöte, Gesang, Trompete) des Hot Jazz.

## Leben und Wirken
Barda begann seine Karriere zunächst als Flötist im Bereich der Klassischen Musik; er spielte 1963 mit der Formation Les Haricots Rouges um den Klarinettisten Gérard Tanquin, Mitte der 1960er-Jahre im Traditional-Jazz-Quartett Paris Washboard, dem Alain Marquet, Louis Mazetier und Christian Azzi angehörten.
Mit Henri Guédon gründete er die Big Band Jazz Caraïbes. In den 70ern gehörte er außerdem der Anachronic Jazz Band, der High Society Jazz Band und den Watergate Seven + 1 an; mit der Band Charquet & Co. um Jean-Pierre Morel trat er auf dem International Traditional Jazz Festival Breda auf. In den 1990er Jahren spielte er u. a. mit Gilbert Leroux Washboard Group und Oscar Klein’s European Dixieland All Stars. Mit Paris Washboard  gastierte er auf dem Internationalen Dixieland Festival Dresden, dem Great Connecticut Traditional Jazz Festival und 2007 auf dem Köpenicker Blues und Jazz Festival (Jazz de Paris). Im Bereich des Jazz war er zwischen 1964 und 2012 an 110 Aufnahmesessions beteiligt, u. a. auch mit Maxim Saury, Oscar Klein/Sammy Price, Claude Luter, Jacques Gauthé und Peter „Banjo“ Meyer.

## Diskographische Hinweise
- Les Haricots Rouges: Les Haricots Rouges en Public (Ducretet Thomson, 1966)